# Gyenyisz Dmitrijevics Cserisev
Gyenyisz Dmitrijevics Cserisev (Nyizsnyij Novgorod, 1990. december 26. –) orosz válogatott labdarúgó, a Panióniosz játékosa.

## Statisztika

### Klub
| Klub                    | Szezon   | Bajnokság          | Bajnokság | Bajnokság | Kupa  | Kupa  | Nemzetközi | Nemzetközi | Összes | Összes |
| Klub                    | Szezon   | Osztály            | Mérk.     | Gólok     | Mérk. | Gólok | Mérk.      | Gólok      | Mérk.  | Gólok  |
| ----------------------- | -------- | ------------------ | --------- | --------- | ----- | ----- | ---------- | ---------- | ------ | ------ |
| Real Madrid B           | 2008-09  | Segunda División B | 9         | 0         | 0     | 0     | 0          | 0          | 9      | 0      |
| Real Madrid B           | 2010–11  | Segunda División B | 32        | 3         | 0     | 0     | 0          | 0          | 32     | 3      |
| Real Madrid B           | 2011–12  | Segunda División B | 34        | 8         | 0     | 0     | 0          | 0          | 34     | 8      |
| Real Madrid B           | 2012–13  | Segunda Division   | 34        | 11        | 0     | 0     | 0          | 0          | 34     | 11     |
| Real Madrid             | 2012–13  | Liga BBVA          | 0         | 0         | 1     | 0     | 0          | 0          | 1      | 0      |
| Sevilla (kölcsönben)    | 2013–14  | Liga BBVA          | 4         | 0         | 0     | 0     | 1          | 0          | 5      | 0      |
| Villarreal (kölcsönben) | 2014–15  | Liga BBVA          | 26        | 4         | 6     | 1     | 8          | 2          | 40     | 7      |
| Real Madird             | 2015–16  | Liga BBVA          | 2         | 0         | 1     | 1     | 3          | 0          | 6      | 1      |
| Valencia (kölcsönben)   | 2015–16  | Liga BBVA          | 7         | 3         | 1     | 0     | 0          | 0          | 8      | 3      |
| Villarreal              | 2016–17  | Liga BBVA          | 11        | 0         | 1     | 0     | 6          | 0          | 18     | 0      |
| Villarreal              | 2017–18  | Liga BBVA          | 24        | 2         | 3     | 1     | 5          | 1          | 32     | 4      |
| Valencia (kölcsönben)   | 2018–19  | Liga BBVA          | 27        | 2         | 7     | 1     | 7          | 1          | 41     | 4      |
| Összesen                | Összesen | Összesen           | 210       | 33        | 20    | 4     | 30         | 4          | 260    | 41     |

### Válogatott góljai
| #   | Dátum              | Helyszín                                          | Ellenfél     | Gólja | Végeredmény | Kiírás                                       |
| --- | ------------------ | ------------------------------------------------- | ------------ | ----- | ----------- | -------------------------------------------- |
| 1.  | 2018. június 14.   | Luzsnyiki Stadion, Moszkva, Oroszország           | Szaúd-Arábia | 2–0   | 5–0         | 2018-as labdarúgó-világbajnokság             |
| 2.  | 2018. június 14.   | Luzsnyiki Stadion, Moszkva, Oroszország           | Szaúd-Arábia | 4–0   | 5–0         | 2018-as labdarúgó-világbajnokság             |
| 3.  | 2018. június 19.   | Kresztovszkij Stadion, Szentpétervár, Oroszország | Egyiptom     | 2–0   | 3–1         | 2018-as labdarúgó-világbajnokság             |
| 4.  | 2018. július 7.    | Fist Olimpiai Stadion, Szocsi, Oroszország        | Horvátország | 1–0   | 2–2         | 2018-as labdarúgó-világbajnokság             |
| 5.  | 7 September 2018   | Şenol Güneş Stadium, Trabzon, Törökország         | Törökország  | 1–0   | 2–1         | 2018–2019-es UEFA Nemzetek Ligája            |
| 6.  | 2018. október 14   | Fist Olimpiai Stadion, Szocsi, Oroszország        | Törökország  | 2–0   | 2–0         | 2018–2019-es UEFA Nemzetek Ligája            |
| 7.  | 2019. március 21.  | Baldvin király Stadion, Brüsszel, Belgium         | Belgium      | 1–1   | 1–3         | 2020-as labdarúgó-Európa-bajnokság selejtező |
| 8.  | 2019. március 24.  | Asztana Aréna, Nur-Szultan, Kazahsztán            | Kazahsztán   | 1–0   | 4–0         | 2020-as labdarúgó-Európa-bajnokság selejtező |
| 9.  | 2019. március 24.  | Asztana Aréna, Nur-Szultan, Kazahsztán            | Kazahsztán   | 2–0   | 4–0         | 2020-as labdarúgó-Európa-bajnokság selejtező |
| 10. | 2019. október 13.  | GSP Stadium, Nicosia, Ciprus                      | Ciprus       | 1–0   | 5–0         | 2020-as labdarúgó-Európa-bajnokság selejtező |
| 11. | 2019. október 13.  | GSP Stadium, Nicosia, Ciprus                      | Ciprus       | 5–0   | 5–0         | 2020-as labdarúgó-Európa-bajnokság selejtező |
| 12. | 2020. november 15. | Şükrü Saracoğlu Stadion, Isztambul, Törökország   | Törökország  | 1–0   | 2–3         | 2020–2021-es UEFA Nemzetek Ligája            |

## Sikerei, díjai
- Real Madrid B
  - Segunda División B: 2011–12
- Real Madrid
  - UEFA-bajnokok ligája: 2015–16
- Sevilla
  - Európa-liga: 2013–14
- Valencia
  - Spanyol kupa: 2018–19